# Scott Taylor (Politiker)

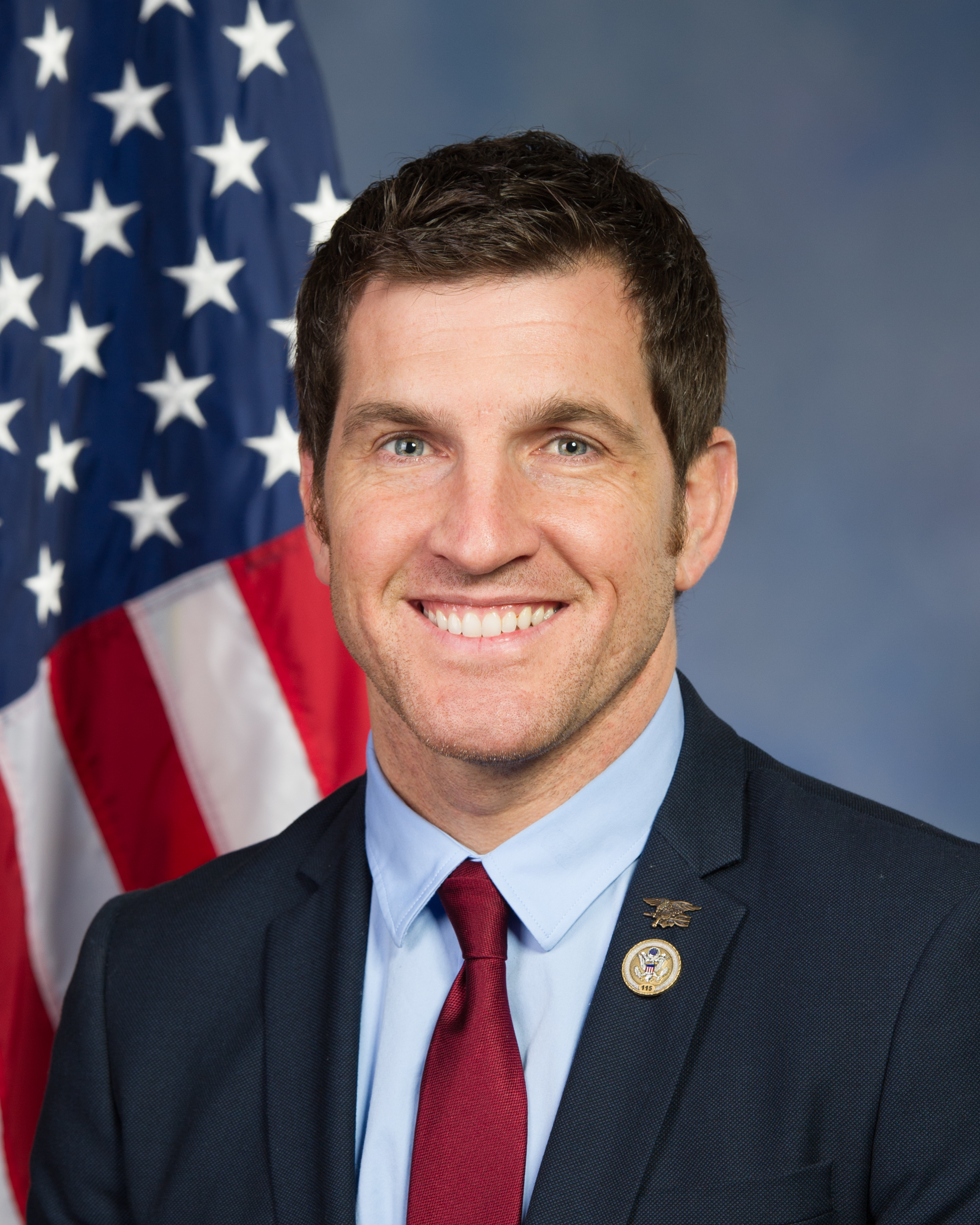
Scott Taylor (2017)

Scott William Taylor (* 27. Juni 1979 in Baltimore, Maryland) ist ein amerikanischer Politiker der Republikanischen Partei. Von 2017 bis 2019 vertrat er den 2. Kongresswahlbezirk Virginias im Repräsentantenhaus der Vereinigten Staaten. Er bewirbt sich 2020 für den Senat der Vereinigten Staaten.

## Familie, Ausbildung und Beruf
Taylor diente nach dem Besuch der Highschool in Mardela Springs zwischen 1998 und 2005 in der United States Navy und gehörte der Spezialeinheit United States Navy SEALs an. Er wurde in Mittel- und Südamerika eingesetzt. Während des Irakkrieges war er Scharfschütze.
Nach seiner Militärzeit arbeitete er in der Sicherheitsbranche. Zudem studierte er an der Harvard University internationale Beziehungen. Er wurde Präsident der Special Operations OPSEC Education Fund (OPSEC). Bis heute ist er Eigentümer eines Fitnessstudios, Börsenmakler, Gast beim Fox News Channel und Verfasser von politischen Artikeln, und gehört zahlreichen regionalen Organisationen an.

## Politische Laufbahn
Bei der Wahl 2010 kandidierte er erfolglos für das US-Repräsentantenhaus. Im Jahr 2014 wurde er in das Abgeordnetenhaus von Virginia gewählt, dem er bis zum Antritt seines Mandats im Kongress angehörte. Bei der Wahl 2016 wurde Taylor im zweiten Kongresswahlbezirk Virginias gegen die Demokratin Shaun D. Brown in das US-Repräsentantenhaus in Washington, D.C. gewählt, wo er am 3. Januar 2017 die Nachfolge von Scott Rigell antrat, der 2016 nicht mehr kandidiert hatte.
Bei der Wahl 2018 trat Taylor zur Wiederwahl gegen die Demokratin Elaine Luria an und galt als gefährdet. Sein Wahlbezirk, der hauptsächlich Virginia Beach und Küstengebiete im Osten des Bundesstaates einschließt und der von vielen Veteranen und Militärangehörigen bewohnt wird, hatte bei der Präsidentschaftswahl 2016 für Donald Trump gestimmt, bei der Gouverneurswahl 2017 jedoch für den Demokraten Ralph Northam, sodass politische Beobachter von einer offenen Wahl ausgingen. Der beliebte Veteran Taylor hatte im Sommer doppelt so viel Spenden gesammelt wie Luria, die ebenfalls früher in der Navy gedient hatte. Anfang September 2018 wurde bekannt, dass Wahlhelfer Taylors sich an einer Unterschriftensammlung beteiligt haben, um Shaun Brown auf den Wahlzettel zur Hauptwahl aufzunehmen. Die Gegenkandidatin Taylors bei der Wahl 2016 trat nach ihrer Niederlage in der Vorwahl der Demokraten 2018 als Unabhängige an, was Lurias Stimmpotenzial verringerte. Einige der gesammelten Unterschriften waren gefälscht, teilweise von Verstorbenen. Es ist unbekannt, ob Taylor selbst von den Fälschungen wusste. Der Cook Political Report änderte seine Prognose für die Wahl daraufhin auf völlig offen. Taylor warf Luria Schwäche in Einwanderungsfragen vor; sie würde eine Amnestie für illegal in die USA Gekommene unterstützen. Luria gewann die Wahl im November 2018 mit 51,1 zu 48,9 Prozent der Stimmen und löste Taylor am 3. Januar 2019 im Kongress ab.
Anfang Juli 2019 gab Taylor bei Fox & Friends bekannt, bei der Wahl zum US-Senat 2020 gegen den demokratischen Mandatsinhaber Mark Warner anzutreten. Er erklärte, Warner habe in den zwölf Jahren im Kongress wenig erreicht; er kritisierte auch Warners Rolle als Ranking Member des Geheimdienstausschusses bei den Untersuchungen zur russischen Einflussnahme auf den Wahlkampf 2016.

## Belege
1. ↑  Gregory M. Schneider: A Republican congressman helped a rival collect signatures to get on the ballot. Some of those signatures were fake. In: The Washington Post, 4. September 2018.
2. ↑  David Wasserman: VA-02: Taylor Moves From Lean Republican to Toss Up. In: Cook Political Report, 6. September 2018.
3. ↑  Juliegrace Brufke: Dem Elaine Luria defeats GOP’s Scott Taylor in Virginia. In: The Hill, 6. November 2018.
4. ↑  Election 2018: VA District 02. In: Our Campaigns.
5. ↑  Jacob Pramuk: Former GOP Rep. Scott Taylor will challenge Virginia Sen. Mark Warner in 2020. In: NBC News, 8. Juli 2019.

| Personendaten    | Personendaten                                     |
| ---------------- | ------------------------------------------------- |
| NAME             | Taylor, Scott                                     |
| ALTERNATIVNAMEN  | Taylor, Scott William (vollständiger Name)        |
| KURZBESCHREIBUNG | amerikanischer Politiker (Republikanische Partei) |
| GEBURTSDATUM     | 27. Juni 1979                                     |
| GEBURTSORT       | Baltimore, Maryland                               |